# Z15 Erich Steinbrinck
Z15 «Еріх Штайнбрінк» (нім. Z15 Erich Steinbrinck) — військовий корабель, ескадрений міноносець типу 1934A Кріґсмаріне за часів Другої світової війни.
Есмінець Z15 «Еріх Штайнбрінк» закладений 30 травня 1935 року на верфі заводу Blohm + Voss у Гамбурзі, 24 вересня 1936 року спущений на воду, а 31 травня 1938 року введений до складу військово-морських сил Третього Рейху. Корабель брав участь у бойових діях в атлантичних та арктичних водах, бився біля берегів Європи.

## Історія служби
До початку вторгнення гітлерівської Німеччини на Польщу в Піллау були зосереджені кораблі 1-го (Z4 «Ріхард Бітцен», Z2 «Георг Тіле»), 3-го (Z14 «Фрідріх Ін», Z15 «Еріх Штайнбрінк», Z16 «Фрідріх Еккольдт»), 6-го (Z9 «Вольфганг Зенкер», Z8 «Бруно Гайнеманн») та 8-го (Z11 «Бернд фон Арнім», Z10 «Ганс Лоді») дивізіонів на чолі з флагманським кораблем Z1 «Леберехт Маасс». Головним завданням німецьких есмінців було патрулювання у Данцизькій бухті. 2 вересня Z14 «Фрідріх Ін» і Z15 «Еріх Штайнбрінк» зазнали атак ворожих підводних човнів, проте лише атака на Z14 «Фрідріх Ін» підтверджується польськими джерелами. Польський підводний човен «Сеп» виявив ескадрений міноносець противника і о 19:38 з дистанції близько 2 кабельтов випустив по ньому одну торпеду з кормового торпедного апарату, яка не влучила в ціль. У відповідь есмінець контратакував субмарину, скинувши 3 глибинні бомби, — також безрезультатно.
У ніч на 18/19 листопада «Еріх Штайнбрінк» під командуванням фрегаттен-капітана Еріха Бея очолював групу з есмінців Z16 «Фрідріх Еккольдт» і Z10 «Ганс Лоді», з якими встановили мінне поле біля естуарію Гамбера, де підірвалося сім суден сумарною водотоннажністю 38 710 БРТ, включаючи польський океанський лайнер «Пілсудський» (14 294 БРТ).
Під командуванням комодора Фрідріха Бонте на флагмані Z19 «Герман Кунне», Z4 «Ріхард Бітцен», Z8 «Бруно Гайнеман», Z14 «Фрідріх Ін» і Z15 «Еріх Штайнбрінк» встановили 240 мін у гирлі річки Тайн. Не знаючи про постановку мінного поля, британці втратили на ньому 11 суден загальною тоннажністю 18 979 брутто-реєстрових тонн. По дорозі додому есмінцям було наказано супроводити покалічені легкі крейсери «Лейпциг» і «Нюрнберг», торпедовані підводним човном «Салмон». Незважаючи на їхню охорону, британський підводний човен «Урсула» зумів пробратися всередину похідного ордеру і в естуарії Ельби здійснити залп із шести торпед по «Лейпцигу». Дві торпеди вразили допоміжний корабель ескорту F9, який за три хвилини затонув із серйозними втратами особового складу, але інші торпеди промахнулися.
У ніч на 6/7 січня 1940 року ще одне мінне поле із 170 магнітних мін було встановлено «Фрідріхом Еккольдт», «Іном» та «Штайнбрінком» біля естуарію Темзи. На цьому мінному полі підірвалися та загинули британські лідер есмінців «Гренвіль» та шість торговельних суден (21 617 БРТ), а також дістало пошкоджень ще одне судно.
8 червня 1940 року під час евакуації від берегів Норвегії союзників стався швидкоплинний морський бій з німецькими лінійними кораблями «Шарнгорст» та «Гнейзенау», в якому взяв участь і «Еріх Штайнбрінк». У ході зіткнення німецькими кораблями були затоплені британські авіаносець «Глоріос», есмінці «Ардент» і «Акаста», тральщик «Джуніпер». Загинуло 1 612 людей.
У серпні 1942 року під час операції «Вундерланд» «Штайнбрінк» з «Фрідріхом Еккольдтом» і «Ріхардом Байценом» супроводжували «кишеньковий лінкор» «Адмірал Шеер» на початку та в кінці своєї місії для нападу на радянське судноплавства в Карському морі.
У вересні 1943 року есмінець брав участь в операції «Цитронелла», рейді Крігсмаріне на норвезький острів Шпіцберген. «Шарнгорст» з «Еріх Штайнбрінк», Z27 і Z30 зруйнували розташоване в глибині фіорду селище Лонг'їр, де знаходився другий за чисельністю норвезький гарнізон. Вже через 5 годин після початку висадки останні солдати повернулися назад на кораблі, які негайно лягли на зворотний курс.
З кінця 1943 року «Еріх Штайнбрінк» активно діяв в арктичних водах. У ніч на 5 грудня, повертаючись з одного з походів на Північ, група у складі Z10 «Ганс Лоді», Z6 «Теодор Рідель» та Z31, взяла участь у супроводі мінних загороджувачів Ostmark, Elsass, Brummer на чергову постановку у західній частині Скагеррака. Відразу після цього Z6 «Теодор Рідель» і Z31 убули до Німеччини для ремонту, і Z10 «Ганс Лоді», на якому знаходився штаб 6-ї флотилії, деякий час залишався тут в однині. У середині січня 1944 року до нього приєднався «Еріх Штайнбрінк» та ненадовго Z28 та Z39. Цим складом флотилія діяла всього два тижні, оскільки, згідно з новим наказом, вона реформувалася і переводилася до Фінської затоки. До ухвалення цього рішення есмінці під командуванням капітана-цур-зеє Фрідріха Коте встигли взяти участь лише в одній мінній постановці. «Еріх Штайнбрінк» і «Ганс Лоді», що залишилися, до вибуття на ремонт в Кіль наприкінці квітня 1944 року здійснили ще шість виходів. 